# تاریخ نظامی آنگولا
تاریخ نظامی آنگولا (انگلیسی: Military history of Angola) شامل مجموعه درگیری‌هایی است که به دوران استعمار و زمان جنگ سرد بازمی‌گردد. در طول جنگ سرد، آنگولا با کمک اتحاد جماهیر شوروی و کوبا در مبارزه علیه قدرت‌های غربی و آفریقای جنوبی شرکت داشت.

## استعمار آنگولا
در سال ۱۶۵۵، امپراتوری پرتغال با کمک پادشاهی کنگو، آنگولای کنونی را به استعمار خود درآورد در طول این مدت زمان، امپراتوری پرتغال با پادشاهی کنگو با هم درگیر شدند که در نتیجه آن کنگو تضعیف شد.
نبرد امبیلا یک جنگ کوچک بین امپراتوری پرتغال در آنگولا علیه پادشاهی کنگو بود. برخلاف اینکه این جنگ چندان گسترده نبود ولی مرگ آنتونیوی اول رهبر وقت کنگو توسط پرتغال درگیری میان دو کشور را به جنگ داخلی کنگو تبدیل کرد.

## جنگ داخلی آنگولا
جنگ داخلی آنگولا جنگی بود که از آغاز استقلال این کشور تا سال ۲۰۰۲ در آنگولا وجود داشت. این جنگ طولانی‌ترین درگیری در آفریقا بود که طی آن میلیون‌ها نفر جان خود را از دست دادند. این درگیری‌ها میان جبهه آزادیبخش آنگولا و نیروهای مسلح کوبا علیه جنبش خلق برای آزادی آنگولا و یونیتا بود که توسط آمریکا و از طریق آفریقای جنوبی و زئیر حمایت می‌شد.
ایالات متحده آمریکا و اتحاد جماهیر شوروی به دلایل مشکلات نظامی که در ویتنام و افغانستان داشتند در این درگیری‌ها دخالت می‌کردند. دخالت این دو کشور از طریق گروه‌های وابسته آنها صورت می‌گرفت. در این جنگ بسیاری از افسران روسی کشته شدند یا به اسارت نیروهای آفریقای جنوبی درآمدند. کوبا تنها کشور غیر آفریقایی بود که در این درگیری‌ها شرکت علنی داشت. این جنگ با توافق یونیتا و جنبش خلق برای آزادی آنگولا-حزب کار MPLA بر سر انتخاباتی دمکراتیک در آنگولا به پایان رسید.